# Giuseppe Garibaldi (551)

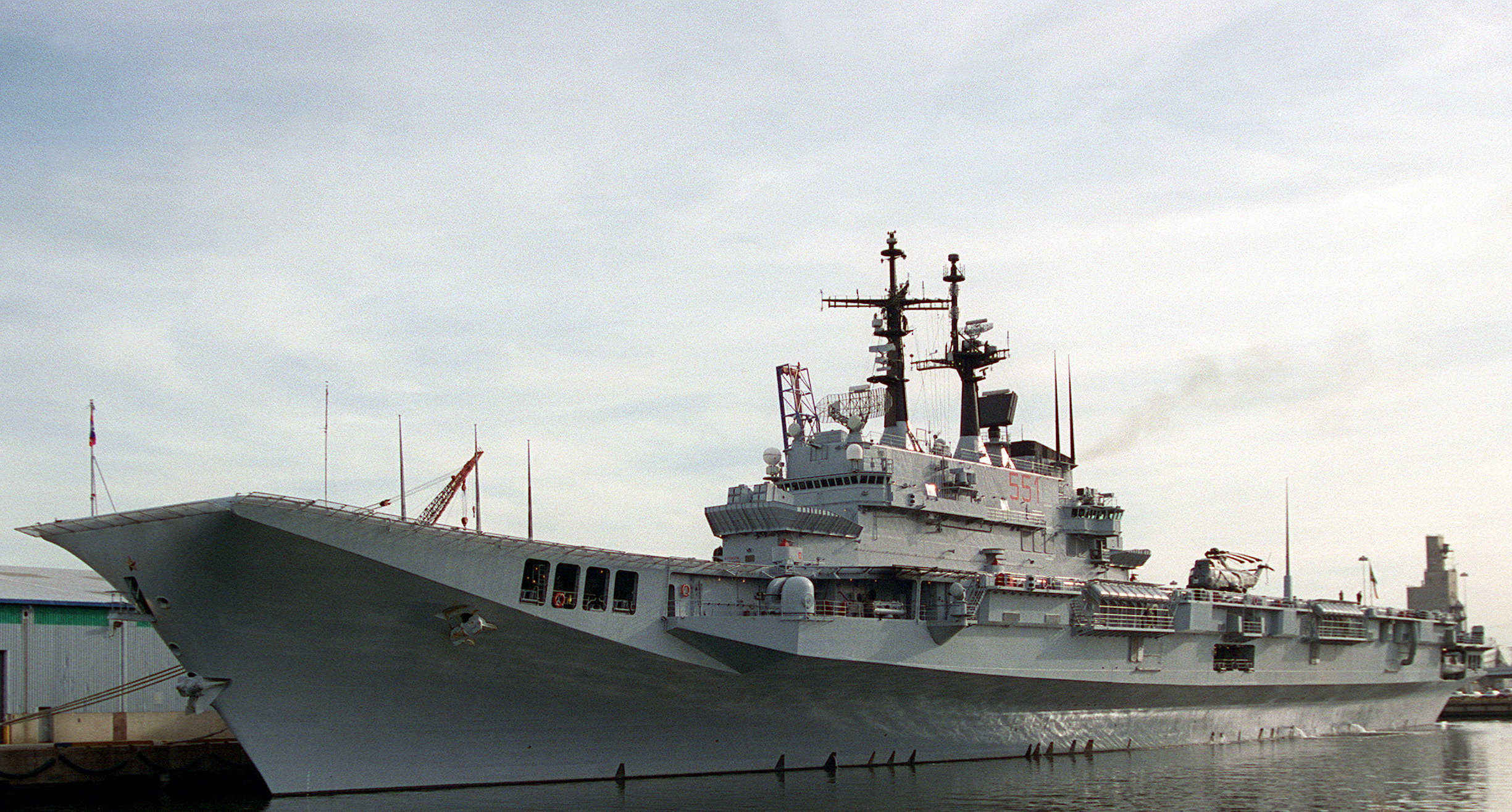
O Garibaldi (G-551) em um porto nos Estados Unidos em 1994.

O Giuseppe Garibaldi é um porta-aviões da Marinha italiana e o primeiro navio italiano construído para operar aeronaves de asa fixa. É equipado para carregar, primordialmente, aviões com capacidade de decolagem vertical (STOVL) e helicópteros. Este navio esteve presente em combates no Kosovo, Afeganistão e Líbia.